# Años 750
Los años 750 o década del 750 empezó el 1 de enero del 750 y terminó el 31 de diciembre del 759. 

## Acontecimientos
- Batalla de Alameda

En el mundo islámico:
- Al-Mansur (el Victorioso) con el apoyo de las tropas persas, se hace con el poder y se convierte en califa, hasta el año 775
- (750-754) - El Reino de Asturias conquista Galicia a los árabes.
- Esteban II sucede a San Zacarías como papa en el año 752.
- Nacimiento de Irene de Atenas, santa de la Iglesia Ortodoxa, en el año 752.
- (754-768) - En el reinado de Fruela I, rey de Asturias, estalla una rebelión en Galicia.
- Carlomagno conquista Italia en el año de 754 y crea los Estados Pontificios, que serán gobernados por el papa.
- Aceifa del emir de Córdoba y derrota de los árabes en Pontuvium (Pensada ser la localidad actual de Puentedeume).
- Abderramán I, último miembro de los Omeyas, toma la ciudad de Córdoba fundando el emirato de Córdoba separándose del califato de Bagdad en 756.
- San Paulo I sucede a Esteban II como papa en el año 757.